# کلورسون روزاریو دوس سانتوس
کلورسون روزاریو دوس سانتوس (به پرتغالی: Cleverson Rosário dos Santos) هافبک اهل برزیل است که در شهر کاچیرو دو سول، ریو گرانده جنوبی و در تاریخ ۱۷ دسامبر ۱۹۸۳ به دنیا آمده‌است.
کلورسون روزاریو دوس سانتوس در تیم‌های فوتبال Atlético Paranaense سابقهٔ حضور دارد.